# Brandýs nad Labem-Stará Boleslav
Brandýs nad Labem-Stará Boleslav är en stad i Tjeckien.   Den ligger i regionen Mellersta Böhmen, i den centrala delen av landet, 20 km nordost om huvudstaden Prag. Brandýs nad Labem-Stará Boleslav ligger 186 meter över havet och antalet invånare är 15 398.
Terrängen runt Brandýs nad Labem-Stará Boleslav är platt. Runt Brandýs nad Labem-Stará Boleslav är det tätbefolkat, med 343 invånare per kvadratkilometer. Närmaste större samhälle är Žižkov, 19,0 km sydväst om Brandýs nad Labem-Stará Boleslav. I omgivningarna runt Brandýs nad Labem-Stará Boleslav växer i huvudsak blandskog.